# Détails d'un coucher de soleil

Détails d'un coucher de soleil est une nouvelle de Vladimir Nabokov écrite en russe en 1924, d'abord publié sous le titre Katastrofa, puis sous le second titre Details of a Sunset lors de la traduction anglaise.
Vladimir Nabokov dit à propos de cette nouvelle :
« Je ne pense pas vraiment être responsable du titre odieux (Katastrofa) infligé à cette nouvelle. Elle fut écrite en juin 1924 à Berlin et vendue au quotidien émigré de Riga Segodnya dans lequel elle parut le 13 juillet de la même année. C'est encore sous cette étiquette et probablement avec mon insouciante bénédiction qu'elle fut incluse dans mon recueil Soglyadataj (Berlin, Slovo, 1930)
Je lui ai donné maintenant un nouveau titre qui a le triple avantage de correspondre à l'arrière-plan thématique de l'histoire, à intégrer à coup sûr les lecteurs qui "sautent les descriptions" et d'agacer les critiques ».

## Note
1. ↑  Vladimir Nabokov Nouvelles Complètes, Quarto Gallimard